# Појениле (Прахова)
Појениле (рум. Poienile) насеље је у Румунији у округу Прахова у општини Предеал-Сарари. Oпштина се налази на надморској висини од 351 m.

## Становништво
Према подацима из 2002. године у насељу је живело 425 становника, од којих су сви румунске националности.